# Aymarasittich
Der Aymarasittich (Psilopsiagon aymara) ist eine Art der Neuweltpapageien. Er kommt in einem sehr großen Verbreitungsgebiet in Südamerika vor. Als Bolborhynchus aymara wurde er bis vor wenigen Jahren der Gattung der Dickschnabelsittichen zugerechnet. Mittlerweile wird er jedoch gemeinsam mit dem Zitronensittich in die Gattung Psilopsiagon gestellt.

## Erscheinungsbild
Der Aymarasittich erreicht eine Körperlänge von 20 Zentimetern. Das Gefieder ist überwiegend grün. Allerdings sind Stirn, Scheitel, Hinterkopf, Nacken, Zügel und Ohrendecken dunkelgrau. Die Wangen, das Kinn sowie der Hals und die Oberbrust sind weißlich Grau. Der Flügelbug und die Flügeldecken sind dunkelgrün. Die Weibchen sind häufig etwas matter gefärbt. Vor allem die dunkelgraue Kappe ist im Vergleich zu der des Männchens bei den meisten Weibchen deutlich heller.

## Verbreitung und Verhalten
Der Aymarasittich ist wie der Zitronensittich eine im Hochland der Anden verbreitete Art. Das Verbreitungsgebiet reicht von Bolivien bis nach Argentinien. Er kommt überwiegend an den östlichen Andenhängen vor und kommt während des Sommerhalbjahrs noch in Höhen von 4.000 Meter vor. Sie besiedeln überwiegend trockene Dornbuschgebiete, in denen die Temperaturen zeitweise unter den Gefrierpunkt sinken können. Allerdings hat sich der Aymarasittich auch menschliche Siedlungsgebiete erschlossen. Sie ernähren sich überwiegend von Sämereien, Beeren und Früchten. Aufgrund des sehr großen Verbreitungsgebietes und des allgemeinen Vorkommens gilt die Art als nicht gefährdet (least concern).

## Haltung in menschlicher Obhut
Aymarasittich sind in ihrem Verbreitungsgebiet traditionelle Haustiere. Sie werden relativ häufig auf Märkten angeboten. Nach Europa wurden sie allerdings erstmals 1959 eingeführt. Da Aymarasittiche Schwarmtiere sind, sollten sie mindestens als Pärchen gehalten werden. In einer größeren Außenvoliere werden sie verspielt und aktiver. Sie fliegen viel und gerne und haben eine leise und angenehme Stimme.

## Belege